# Xanthobasis neopollinosa
Xanthobasis neopollinosa är en tvåvingeart som beskrevs av Blanchard 1966. Xanthobasis neopollinosa ingår i släktet Xanthobasis och familjen parasitflugor. Inga underarter finns listade i Catalogue of Life.